# 꼬막찜
꼬막찜은 양념된 새조개로서 한국에서 1년 내내 즐기는 대중적인 해산물 반찬이지만 특히 여름의 별매로 간주된다. 꼬막은 저지방의 저칼로리 해산물이며 단백질과 아미노산이 풍부하여 음주 후 간 해독에 도움을 준다. 철의 좋은 원천이기도 하여 여성과 노인에게 좋다.